# 플루타르코 엘리아스 카예스
플루타르코 엘리아스 카예스(스페인어: Plutarco Elías Calles, 1877년 9월 25일 ~ 1945년 10월 19일)는 멕시코의 대령이자 정치인이었다. 그는 1924년부터 1928년까지 멕시코의 대통령이었지만, 막시마토로서 알려진 시기인 1928년부터 1935년까지 사실상 통치자로 군림하였다. 카예스는 그의 반성직자 정책에 반대하는 반응으로서 폭발했던 로마 가톨릭교회 폭도와 정부군 사이의 시민 전쟁인, 크리스테로 전쟁을 이끌었던 가톨릭에 대한 그의 억압과 국민혁명당(Partido Nacional Revolucionario)의 창설로 가장 잘 알려져 있으며, 이 당은 마침내 70년 이상 멕시코를 통치한 제도혁명당이 되었다.

## 로마 가톨릭교회와 갈등
1924년 12월 1일 대통령에 취임한 카예스는 토지개혁을 대규모로 실시하였다. 그는 1917년 헌법에 담겨있던 반 가톨릭교회 조항을 그대로 실천하여 그의 집권 기간중 750만 에이커의 토지가 1200만명의 농민에게 분배되었다. 
멕시코의 대부분의 토지를 소유하고 있던 보수세력및 가톨릭교회의 토지를 몰수하여 이들과 불편한 관계를 유지하였다. 당시 가톨릭교회 세력은 멕시코 사회의 발전을 가로막는 암적인 존재였다.후아레스 집권때만해도 1600명에 불과했던 성직자의 수는 디아스 통치기에 5000명으로 불어났다.
이들은 수많은 교구와 신학교, 대학, 수도원을 거느리면서 정부에 필적할 권력을 누렸으나 인권이나 사회정의에는 전혀 관심을 두지 않았다.
로마가톨릭교회세력은 1917년, 멕시코 헌법은 가톨릭 교회의 권리를 침해하므로 인정할 수 없다는 성명을 발표했다.
하지만 카예스는 교회의 반발에 아랑곳하지 않고 모든 초등학교에서의 종교적 가르침이나 종교의 헌법에 대한 비방 금지, 공개적인 종교행사 금지, 종교 재산의 국가귀속 등 헌법에 명시되어 있는 내용을 강력히 추진하였다. 
이에 가톨릭교회는 디아스가 축출된 뒤에도 남아있던 군대와 행정관료, 대농장주 등과 손잡고 강력하게 반발하였다. 이들의 반란은 크리스테로 전쟁으로 이어졌다.

## 정권 이양
카예스가 임기 4년을 마치고 오브레곤을 후보로 지명하고 대통령에 당선 되었으나 로마 가톨릭신자인 호세 데 레온 토랄에게 암살당한다.
오브레곤이 암살되자 다시 권력은 카예스에게로 집중되었다. 카예스는 1928년 오브레곤이 암살된 후 오늘날 멕시코 제1야당인 제도혁명당(PRI)의 전신인 민족혁명당(PNR)을 창당했다.
그는 이 민족혁명당을 중심으로 멕시코혁명을 제도화하려 하였다. 1934년 대통령 선거에서 카예스는 민족혁명당의 후보로 사파타군 게릴라로 활동했던 카르데나스를 지명했다.
카르데나스는 유효표 98%의 지지를 얻어 대통령에 당선되었다. 카르데나스는 대농장의 개혁과 강력한 토지개혁 실시, 가톨릭교회의 광신주의를 극복할 근대적 보통교육 실시, 산업자본들의 횡포를 견제할 노동자들의 협동단체 육성 등, 멕시코혁명의 목표를 달성하기 위한 정책들을 실시해나갔다.

## 역대 선거 결과
| 선거명      | 직책명          | 대수 | 정당          | 득표율 | 득표수      | 결과 | 당락 |
| ----------- | --------------- | ---- | ------------- | ------ | ----------- | ---- | ---- |
| 1924년 대선 | 멕시코의 대통령 | 40대 | 멕시코 노동당 | 84.1%  | 1,340,634표 | 1위  |      |

## 같이 보기
- 멕시코의 국가원수 목록
- 멕시코 혁명